# Tegosa albescens
Tegosa albescens är en fjärilsart som beskrevs av Johannes Karl Max Röber 1914. Tegosa albescens ingår i släktet Tegosa och familjen praktfjärilar. Inga underarter finns listade i Catalogue of Life.